# Venceremos (Querétaro)
Venceremos es una localidad del municipio de Corregidora, conurbada con el Pueblito y el municipio de Querétaro.

## Geografía
Limita al norte, noreste, este y sureste con el municipio de Querétaro, al sur y suroeste limita con la localidad de Candiles, al oeste limita con San José de los Olvera y con la colonia de Tejada.

## Clima
El clima de Venceremos es casi totalmente templado subhúmedo.

## Demografía
Según datos del INEGI, Venceremos tiene una población de 21,352 habitantes, los cuales 10,359 son hombres y 10,993 son mujeres, siendo la segunda localidad más poblada de Corregidora.

## Colonias
Venceremos tiene un total de 8 colonias y una villa residencial:
•Venceremos
•Tierra y Libertad
•Lomas del Campestre
•Cumbres del Roble
•El Diamante (O simplemente Diamante)
•Reforma Agraria
•Colinas del Sur
•Rinconada Campestre